# Cryptocentrus singapurensis
Cryptocentrus singapurensis es una especie de peces de la familia de los Gobiidae en el orden de los Perciformes.

## Morfología
Los machos pueden llegar a alcanzar los 8,2 cm de longitud total.

## Distribución geográfica
Se encuentra en Singapur y República de Palau.

## Observaciones
Es inofensivo para los humanos.